# Ti Tree
Ti Tree – miejscowość na obszarze Terytorium Północnego w Australii, położona przy drodze Stuart Highway, 195 km na północ od Alice Springs.